# Глікон

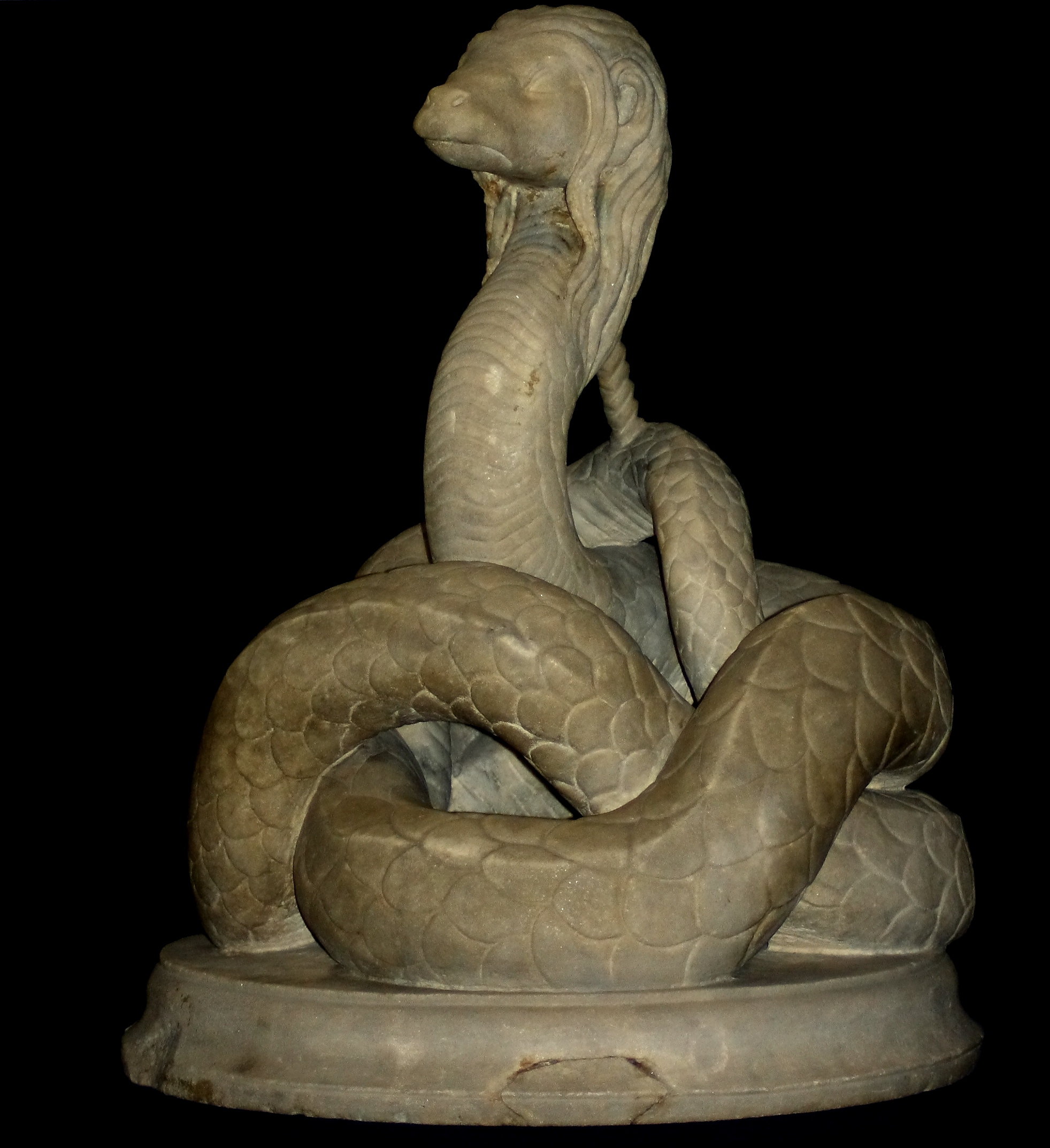
Глікон. Скульптура II століття.

Глікон (дав.-гр. Γλυκών) — згідно з деякими міфами, втілення бога Асклепія. Лукіан розповідає, що культ був започаткований в його час Олександром з Абонотіха, який від його імені оголошував пророцтва.
Зображувався у вигляді змія з головою лева, був пов'язаний з культом Фортуни. Культ набув поширення в Римській імперії в II столітті, з середини II до середини III століття його зображення з'являлося на монетах.